# Задкиил
Задкиил (на иврит: צדקיאל – „праведност Божия“) е архангел на свободата, щедростта и милосърдието в кабалистичната ангелология. Известен е и с имената Задкиел, Саткиил, Задакиил, Зидекиил. Името на ангела не се споменава в каноническите текстове на Библията.
Според някои тълкувания, Задкиил е библейският ангел, спрял Авраам, когато той иска да принесе в жертва на Бога сина си Исаак.
В юдейския мистицизъм Задкиил се свързва с планетата Юпитер.